# Ламберт, Джордж
Джордж Ховард Ламберт мл. (англ. George Howard Lambert, Jr., 1 сентября 1928, Хамптон, штат Айова, США — 30 января 2012, Ривер-Фолс, штат Висконсин, США) — американский пятиборец, серебряный призёр летних Олимпийских игр в Мельбурне (1956), бронзовый призёр летних Олимпийских игр в Риме (1960) в командных соревнованиях.

## Карьера
Окончил Central High School в Сиу-Сити, штат Айова, в 1951 г. — Университет Миннесоты. Дипломированный специалист в области клинической психологии Парижского университета (1953), изучал в Сорбонне японский язык. В 1953—1955 гг. — участник корейской войны. В армии стал заниматься современным пятиборьем, в 1959 г. как шпажист входил в состав сборной США на первенстве мира по фехтованию. На летних Играх в Мельбурне (1956) в стал серебряным призёром в командных соревнованиях, через четыре года — в Риме (1960) — бронзовым медалистом в той же дисциплине.
По окончании спортивной карьеры занимался изучением Японии, вел программу на Fuji TV. Затем работал переводчиком с японского и французского языков в Государственном департаменте США, в течение 10 лет был главным переводчиком Lyonnaise Des Eaux, французской экологической инжиниринговой компании. Также являлся автором пьесы «Сезон для Вивальди», которая была поставлена в Западном театре в Голливуде в 2012 г.